# Kute Lot
Kute Lot is een bestuurslaag in het regentschap Aceh Tengah van de provincie Atjeh, Indonesië. Kute Lot telt 1121 inwoners (volkstelling 2010).